# Archi antichi di Roma

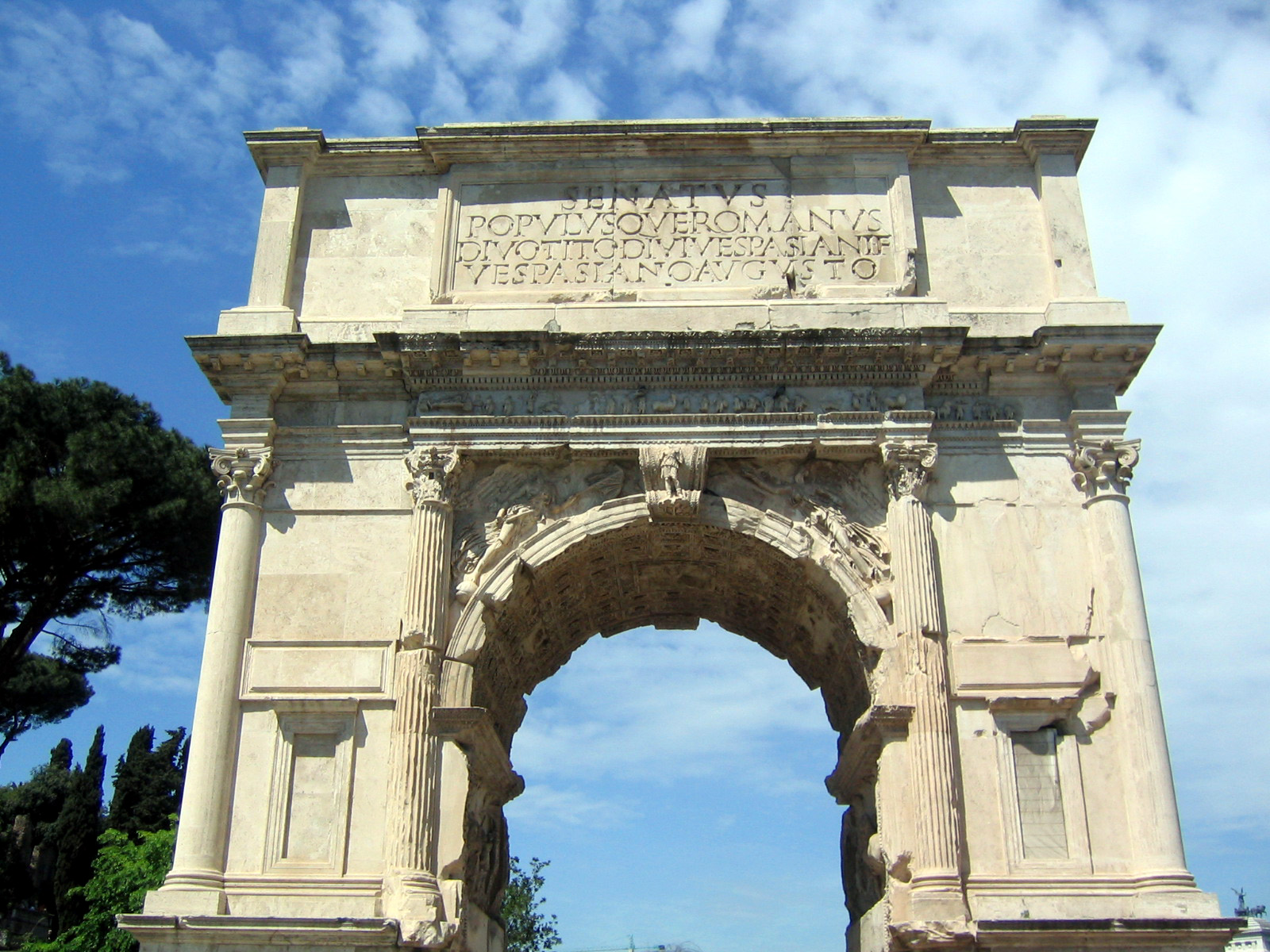
Arco di Tito

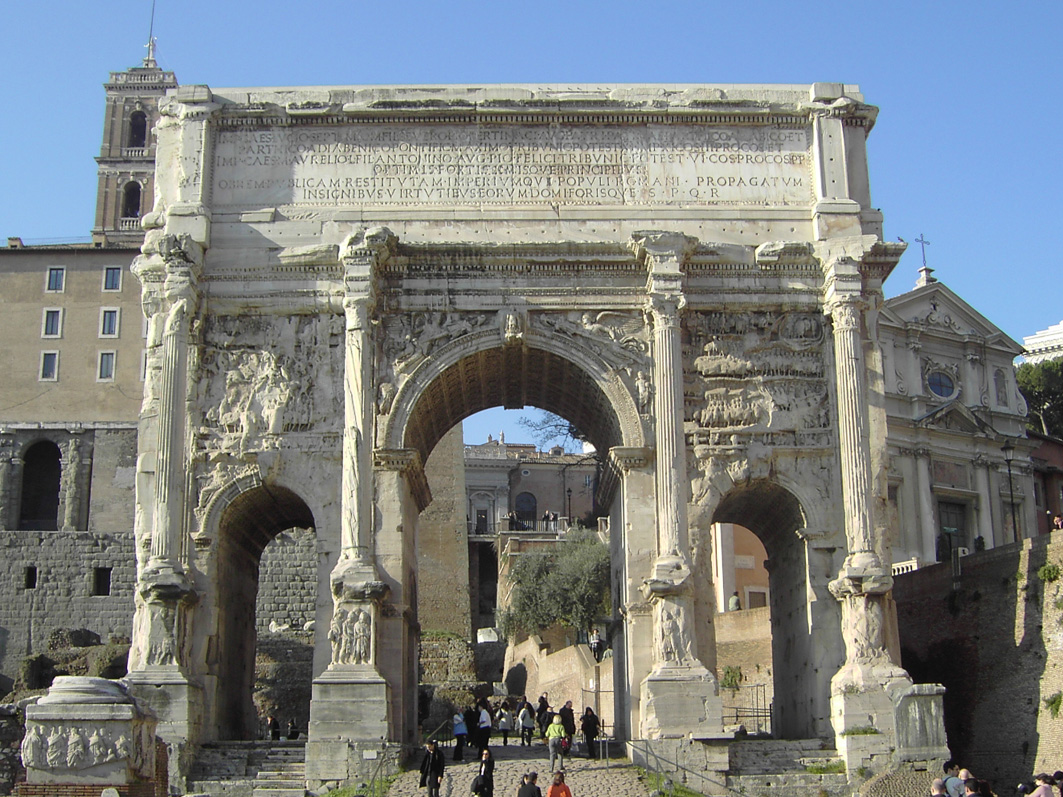
Arco di Settimio Severo

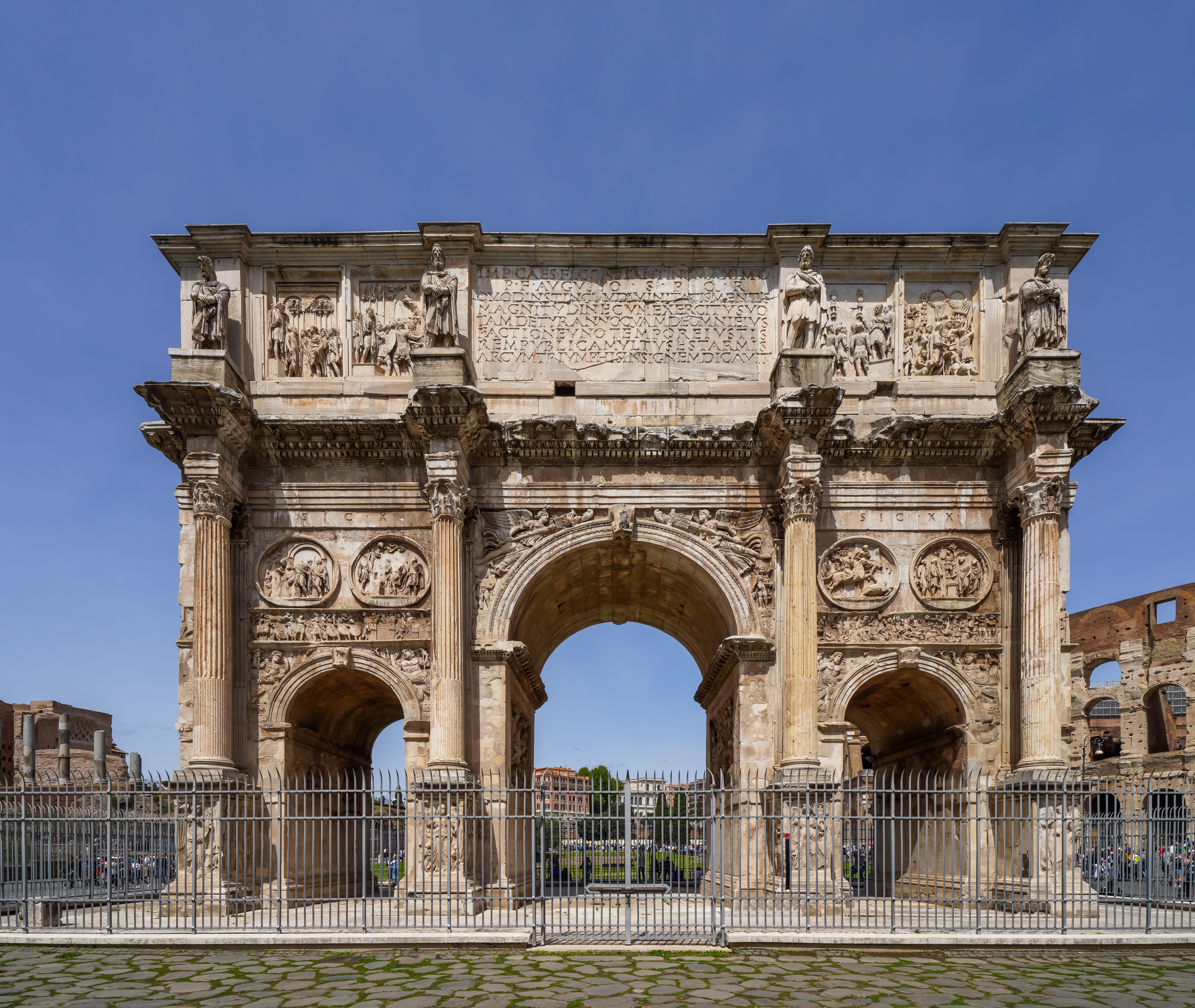
Arco di Costantino

Oltre ai tre archi trionfali tuttora in piedi a Roma (arco di Tito, arco di Settimio Severo, arco di Costantino) e all'arco di Giano al Velabro (mentre il cosiddetto "arco degli Argentarii" è in realtà una porta architravata), abbiamo notizie della presenza di numerosi altri archi, scomparsi o meno conosciuti. Secondo i Cataloghi regionari erano ben 36.

## I primi archi trionfali
I primi archi trionfali furono edificati, come attestano le fonti antiche, in epoca repubblicana: nel 196 a.C. Lucio Stertinio, con il bottino delle proprie vittoriose campagne in Spagna Ulteriore fece costruire due archi (fornices) nel Foro Boario, davanti ai templi della Fortuna e della Mater Matuta e uno al Circo Massimo, decorandoli con statue (signa) dorate.
Nel 190 a.C. Publio Cornelio Scipione Africano fece costruire un altro arco (fornicem) sulla via che saliva al Campidoglio, decorato con sette statue dorate e due statue equestri, ponendovi davanti bacini (labra) in marmo.
Ancora nel 121 a.C. Quinto Fabio Massimo fece costruire un altro arco trionfale sulla via Sacra, chiamato "Fornix Fabianus", che esisteva ai tempi di Cicerone. Di nessuno di questi archi restano tracce.

## Arco di Pompeo
Citato da fonti medioevali e forse eretto per celebrare il trionfo di Pompeo su Mitridate nel 61 a.C. si trovava probabilmente alle spalle della scena del teatro di Pompeo. Svetonio ci informa che la statua di Pompeo che si trovava sull'arco venne spostata successivamente nella sala del complesso utilizzata per le riunioni del Senato, la curia Pompei, e che fu davanti a questa che Gaio Giulio Cesare venne ucciso. L'arco sembra riconoscibile anche sulla Forma Urbis Severiana.

## Arco di Ottavio
Da Plinio siamo informati dell'erezione da parte di Augusto di un arco in onore del proprio padre naturale, Ottavio, sul Palatino, che sorreggeva sopra l'attico un'edicola ornata di statue di Apollo e Diana. È possibile che si trattasse di un ingresso all'area del tempio di Apollo Palatino.

## Arco aziaco e arco partico di Augusto

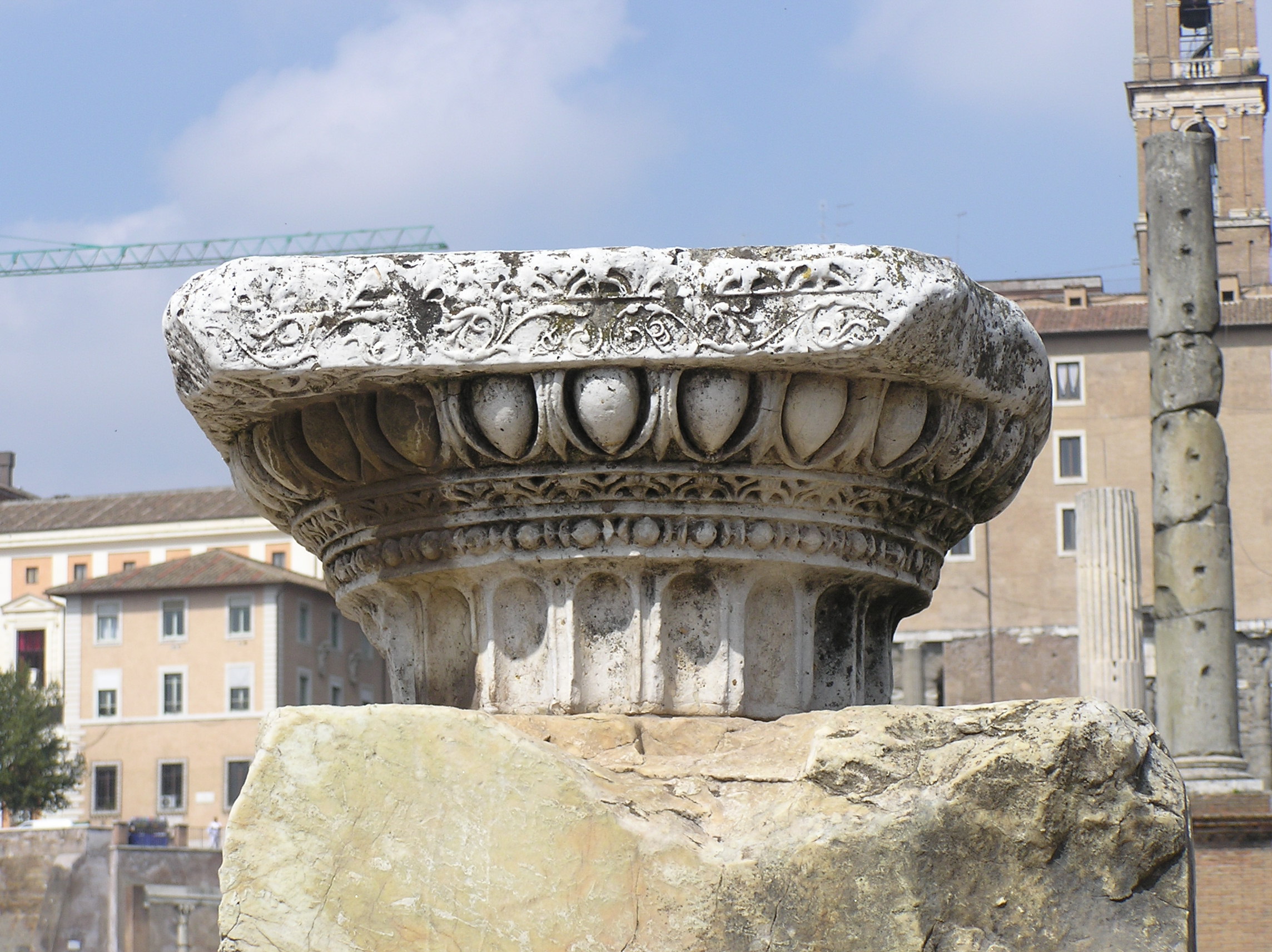
Capitello dorico decorato dell'arco di Augusto nel Foro Romano

Dopo la battaglia di Azio (31 a.C.) e la conquista dell'Egitto (30 a.C.), un arco venne eretto nel Foro Romano in occasione del trionfo di Ottaviano nel 29 a.C. (arco aziaco).
Un secondo arco in suo onore venne eretto in luogo imprecisato nel 19 a.C., dopo la riconsegna delle insegne dell'esercito romano sconfitto a Carre nel 53 a.C. dai Parti (arco partico).
Nel Foro Romano, presso i resti del tempio del Divo Giulio furono rinvenute le fondazioni di un arco a tre passaggi (quello centrale arcuato e quelli laterali architravati) e parte della sua decorazione architettonica. Sull'arco erano affissi i Fasti consolari e i Fasti trionfali. L'attribuzione di questi resti all'uno o all'altro dei due archi citati dalle fonti è discussa: secondo alcuni l'arco aziaco sarebbe presto crollato e venne quindi sostituito nello stesso luogo dall'arco partico, a cui appartengono i resti visibili, mentre secondo altri questi sono attribuibili al primo arco, mentre il secondo sarebbe stato costruito dal lato opposto del tempio.

## Arco di Druso

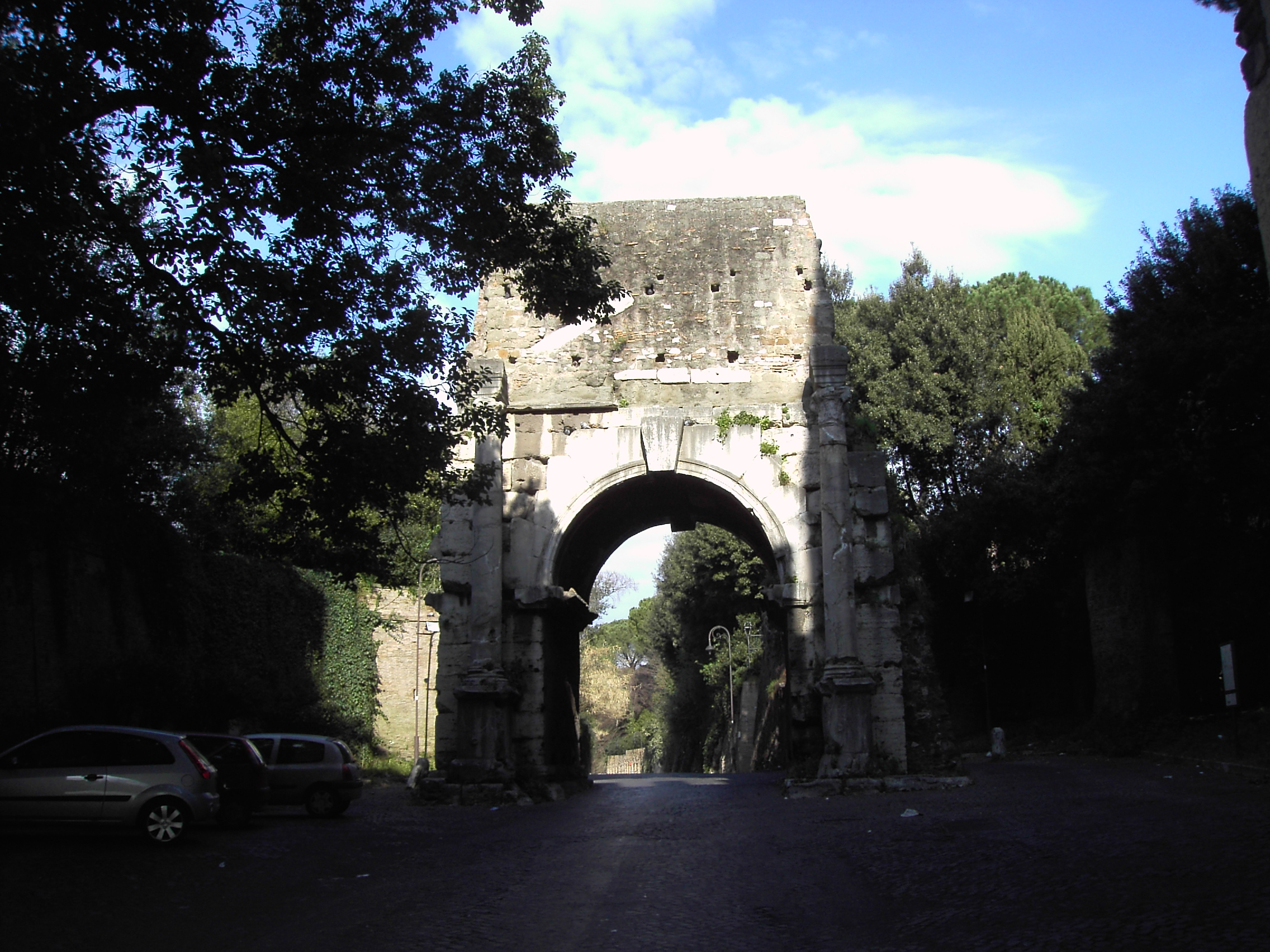
Fornice dell'Aqua Antoniniana sulla via Appia antica, erroneamente conosciuto come "arco di Druso", visto da Porta San Sebastiano.

Le fonti ricordano un arco eretto in onore di Druso maggiore (fratello di Tiberio e padre di Claudio) sulla via Appia alla sua morte nel 9 a.C. La denominazione viene erroneamente attribuita al fornice dell'Aqua Antoniniana che scavalca la via poco all'interno della porta delle mura aureliane. L'arco, in marmo e ornato di trofei, è di incerta collocazione, ma potrebbe essere stato inglobato al momento della costruzione delle mura nella nuova Porta Appia (o "Porta San Sebastiano"). È possibile che a questo arco si riferiscano le fonti medioevali con la denominazione di arcus recordatiionis.
Un altro "arco di Druso" fu costruito in onore di Druso minore (figlio di Tiberio) nel Foro di Augusto nel 18, insieme ad un arco in onore di Germanico. Un altro arco a Druso minore fu forse eretto dopo la sua morte nel 23 (forse nel 30), ma una sua collocazione presso la tribuna dei Rostra nel Foro Romano, insieme all'arco dedicato a Tiberio, è puramente ipotetica.

## Arco di Lentulo e Crispino
Si trattava probabilmente della ricostruzione monumentale della porta Trigemina delle mura serviane compiuta dai consoli suffetti del 2 Publio Cornelio Lentulo Scipione e Tito Quinzio Crispino Valeriano. L'arco che sorgeva presso la chiesa di Santa Maria in Cosmedin fu distrutto nel XV secolo.

## Arco di Dolabella e Silano

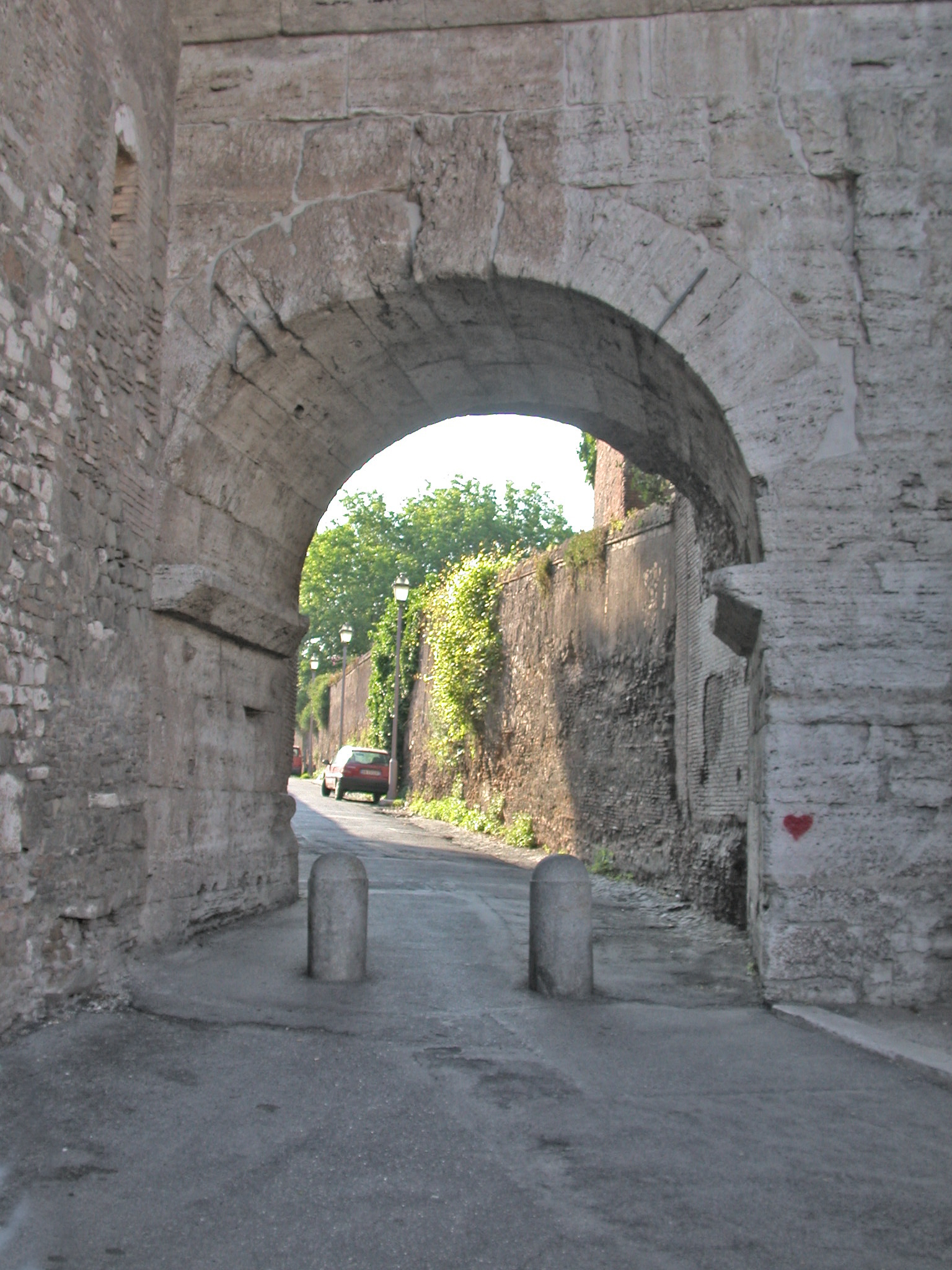
Arco di Dolabella e Silano

Eretto nel 10 dai consoli Publio Cornelio Dolabella il Giovane e Gaio Giunio Silano sul Celio, si tratta probabilmente di una ricostruzione della Porta Celimontana delle mura serviane, sotto la quale passava il clivus Scauri, in blocchi di travertino. L'arco fu quindi inglobato nelle arcate della diramazione neroniana dell'Aqua Claudia.

## Arco di Germanico
Le fonti antiche riportano che dopo la sua morte, nel 19, venne eretto in onore di Germanico un arco nel Circo Flaminio, probabilmente tra il Teatro di Marcello e il Portico di Ottavia, dove nella Forma Urbis Severiana compare la pianta di un arco. Nell'area archeologica si conservano i resti di un rilievo con un'insegna e uno dei blocchi in marmo della volta del fornice centrale. Nello stesso luogo il console del 15, Gaio Norbano Flacco, aveva dedicato statue ad Augusto e alla sua famiglia, e Livia dedicò nel 22 una statua in bronzo di Augusto.

## Arco di Tiberio
Tacito racconta dell'erezione di un arco presso il tempio di Saturno nel Foro Romano in onore di Tiberio per ricordare il recupero delle insegne perdute dalle legioni di Varo nella battaglia della foresta di Teutoburgo. Resti delle fondazioni sono probabilmente visibili tra il tempio citato e la basilica Giulia. Svetonio parla inoltre di un altro arco dedicato a Tiberio presso il teatro di Pompeo, di cui non esistono altre notizie.

## Arco di Claudio
L'arcata dell'acquedotto dell'aqua Virgo che scavalcava la via Lata, oggi via del Corso, all'altezza di piazza Sciarra. era stata monumentalizzata nel 51 o 52 in forma di arco trionfale per celebrare la conquista della Britannia del 43 ad opera di Claudio. Si trattava di un arco a un solo fornice, decorato con statue dei membri della famiglia imperiale e con trofei. Un frammento dell'iscrizione si trova oggi nel cortile del Palazzo dei Conservatori (Musei Capitolini).

## Arco di Nerone

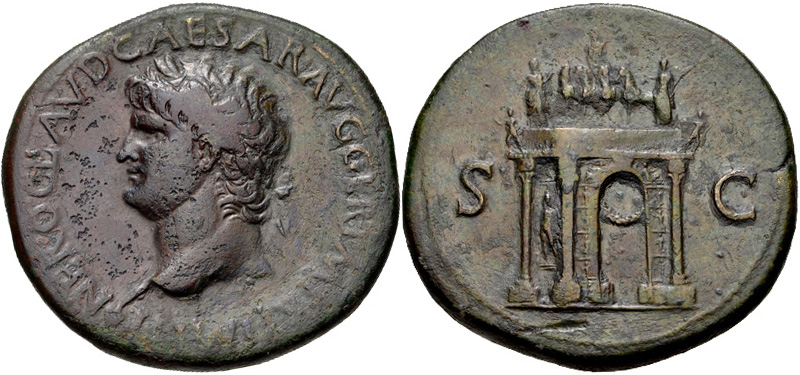
Moneta con l'arco di trionfo di Nerone.

L'arco in onore dell'imperatore Nerone fu decretato dal Senato nel 58, in occasione della vittoria contro i Parti, ma effettivamente costruito solo nel 62. Era collocato sulla via di accesso al Campidoglio, ma venne distrutto probabilmente poco dopo, o per la damnatio memoriae o nell'incendio del colle del 69.
Le raffigurazioni sulle monete lo mostrano ad un solo fornice, con colonne corinzie libere al di sopra di piedistalli sporgenti dalla facciata che sorreggevano statue e una ricca decorazione scultorea.

## Arco di Tito
Oltre al più noto arco di Tito tuttora in piedi, esisteva un altro arco dedicato a questo imperatore presso il Circo Massimo (vedi). I resti dell'Arco di Tito sono stati rinvenuti nel maggio 2015 al Circo Massimo.

## Archi di Domiziano
Domiziano costruì numerosi archi, distrutti in seguito alla damnatio memoriae dopo la sua morte.
Ad uno di essi si riferiscono probabilmente le fondazioni di un arco sul clivus Palatinus che dava accesso alla piazza antistante i palazzi imperiali sul Palatino e che probabilmente fu lasciato in piedi.
Un altro arco di discussa collocazione fu costruito nel 92 dall'imperatore in relazione al rifacimento del tempio della Fortuna Redux, secondo alcuni in relazione alla porta Triumphalis da cui entravano i cortei dei trionfatori.

## Arco di Traiano
Un arco nel Foro di Traiano in onore di questo imperatore è ricordato come decretato dal Senato nel 117, ma forse non venne mai effettivamente eretto. In alternativa si era pensato ad un passaggio arcuato nel muro di recinzione meridionale della piazza, in seguito monumentalizzato, che sembra raffigurato sulle monete: i recenti scavi tuttavia non ne hanno mostrato alcuna traccia.
Un altro arco di Traiano eretto dopo la sua morte nel 117 è ricordato da fonti tarde sulla via Appia, ma la notizia è incerta.

## Arco di Lucio Vero

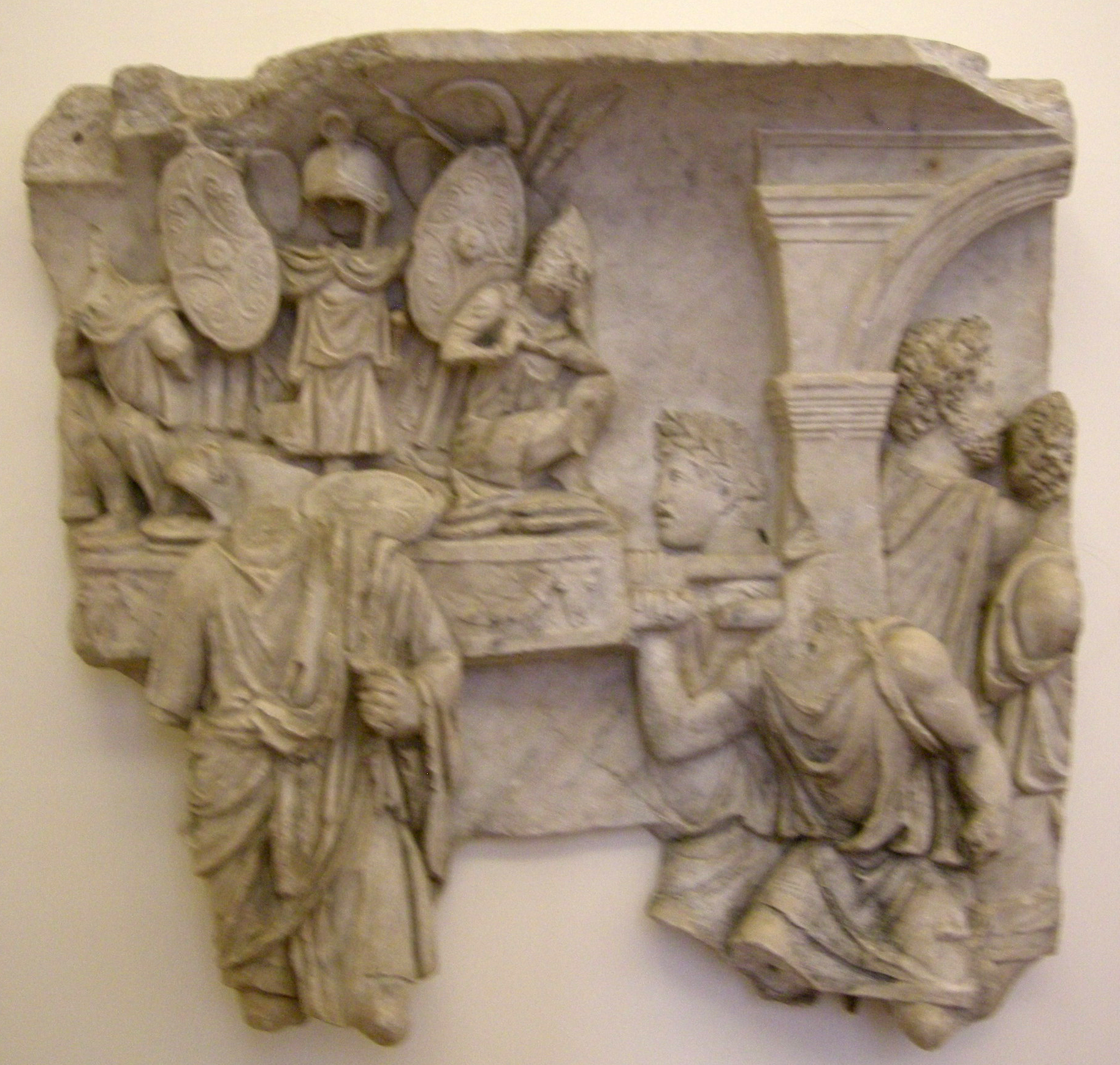
Immagine di incerta origine, di epoca antonina, che potrebbe appartenere all'arco trionfale di Lucio Vero, dedicatogli dopo il trionfo sui Parti. Sulla destra si scorge una figura barbuta che potrebbe rappresentare l'Imperatore Marco Aurelio che assiste al trionfo del fratello Lucio.

Un arco dedicato al collega di Marco Aurelio nell'impero, dopo la sua morte nel 169 doveva sorgere sulla via Appia. L'arco fu probabilmente eretto in ricordo delle vittoriose campagne militari contro i Parti degli anni 162-166. La ricostruzione appare su una stampa di Piranesi della serie dedicata a Campo Marzio. Lucio Vero, figlio dell'erede designato da Adriano, Lucio Elio Cesare (prematuramente scomparso nel 138), entrò a far parte della famiglia imperiale grazie ad Antonino Pio. Alla morte di quest'ultimo (nel 161) gli subentrò il genero, Marco Aurelio, il quale associò al trono Lucio, condividendo con lo stesso il potere imperiale fino alla sua morte (inizi del 169).

## Arco di Marco Aurelio
Al termine di una lunga e dura fase di guerre lungo i confini settentrionali dell'Impero romano, nel 176 a Marco Aurelio venne tributato un trionfo e la costruzione di un arco trionfale.

## Arco di Gordiano
A quest'arco in onore di Gordiano, citato solo da eruditi del XV e XVI secolo (Pomponio Leto e Andrea Fulvio tra gli altri), furono attribuiti grandi frammenti architettonici (cornici attualmente conservate nel Museo Nazionale Romano, databili tuttavia all'età di Domiziano), di rilievi e di un'iscrizione monumentale rinvenuti a via Gaeta, dove probabilmente erano stati radunati per essere reimpiegati nella costruzione del Palazzo della Cancelleria. I frammenti furono collegati da Rodolfo Lanciani con delle fondazioni rinvenute nei pressi, all'interno dei resti dei Castra Praetoria.

## Arco di Gallieno

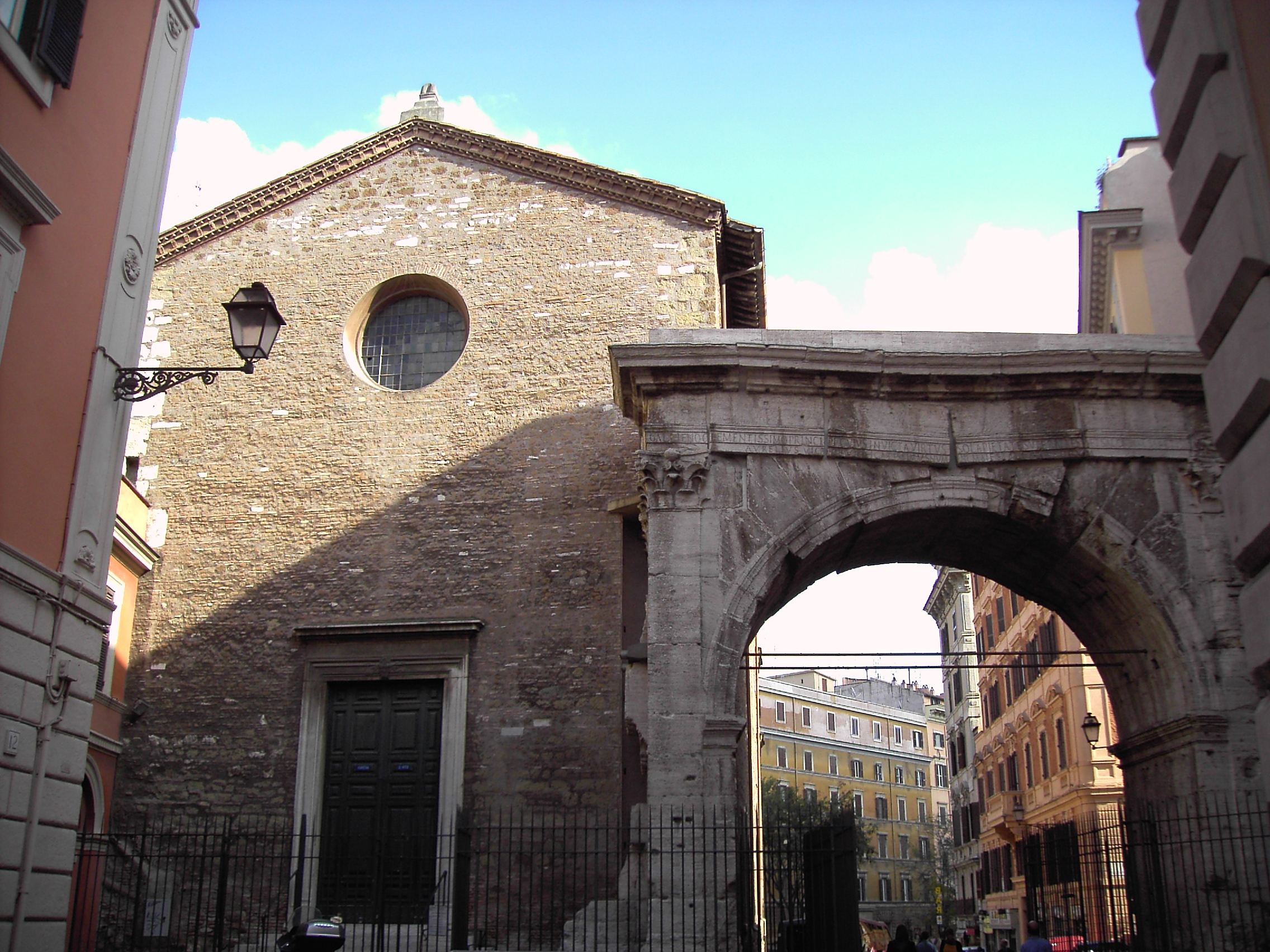
Arco di Gallieno e chiesa di San Vito

Si tratta della monumentalizzazione della porta Esquilina delle mura serviane, di epoca augustea, in origine a tre fornici (i laterali furono distrutti verso la fine del XV secolo). Il fornice conservato è inquadrato da lesene con capitelli corinzi a foglie lisce.
Successivamente fu erasa l'iscrizione originaria sul fregio e sull'architrave si legge attualmente una dedica a Gallieno:
AVRELIVS VICTOR V(ir) E(gregius) DICATISSIMVS NVMINI MAIESTATIQVE EORVM»
Le due righe rimaste rappresentano la parte finale di un'iscrizione che doveva svilupparsi su lastre marmoree, di cui sono visibili i fori per le grappe di fissaggio, applicate in corrispondenza del fregio, precedentemente scalpellato per eliminare l'iscrizione precedente. Questa iscrizione doveva probabilmente riferirsi a Valeriano, il cui figlio Gallieno è infatti citato come princeps ed erede, insieme alla moglie Salonina. Dopo la disastrosa conclusione della spedizione partica del 259 la dedica, non più appropriata, fu eliminata e rimase solo la parte incisa sull'architrave.
Già in epoca augustea la porta doveva essere inclusa nel Foro Esquilino, che ospitava tra l'altro il mercato detto Macellum Liviae. In questi edifici ormai abbandonati si localizzò, attorno all'VIII secolo la diaconia di San Vito con relativo monastero, citata già nell'Itinerario di Einsiedeln. A questa chiesa si appoggiano ora i resti dell'arco.

## Arco di Portogallo

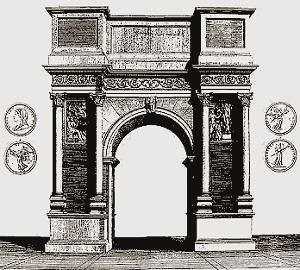
Ricostruzione grafica dell'Arco di Portogallo

Conosciuto anche come arcus de Trofoli o de Tripolis e arcus triumphalis, e a volte attribuito a Marco Aurelio. Scavalcava la via Lata, odierna via del Corso, presso l'incrocio con via della Vite. Prende il nome dall'allora residenza dell'ambasciatore del Portogallo, palazzo Fiano, a cui si appoggiava. Fu demolito nel 1662. Era costruito in blocchi di peperino e travertino, con l'attico in laterizio (mattoni). Le colonne, con capitelli compositi che inquadravano il fornice unico furono in parte eliminate, insieme alla trabeazione, tra il 1550 e il 1565. Alcuni pannelli con rilievi datati all'epoca di Adriano o Antonino Pio, provenienti dall'arco demolito, sono collocati nei Musei Capitolini. L'arco stesso sarebbe invece databile all'età tardo-antica, forse all'età di Aureliano, costituendo uno degli accessi monumentali al suo tempio del Sole.

## Arcus Novus
L'arco, dedicato a Diocleziano per i decennalia (dieci anni di regno) del 293, o per il trionfo celebrato a Roma insieme a Massimiano nel 303, sorgeva sulla via Lata, odierna via del Corso, presso la chiesa di Santa Maria in via Lata e venne distrutto nel 1491 per ordine di papa Innocenzo VIII. Il nome ("Arco Nuovo") deriva probabilmente dal voluto collegamento con il precedente arco di Claudio, che sorgeva poco distante.
L'arco era decorato di rilievi reimpiegati da un grande altare di epoca claudia (probabilmente l'ara Pietatis), mentre due piedistalli di colonne decorati con Vittorie, barbari prigionieri e i Dioscuri provenivano forse dalla facciata del vicino tempio del Sole di Aureliano. Frammenti dei rilievi furono rinvenuti nel 1523 e passarono alla collezione Della Valle e quindi alla collezione Medici: i piedistalli furono utilizzati nel giardino di Boboli a Firenze, mentre gli altri frammenti furono inseriti nelle mura di Villa Medici a Roma. Altri frammenti dei rilievi dell'altare furono rinvenuti in scavi del 1923-1933 e sono attualmente conservati nella sede della Centrale Montemartini dei Musei Capitolini.

## Arco di Costantino

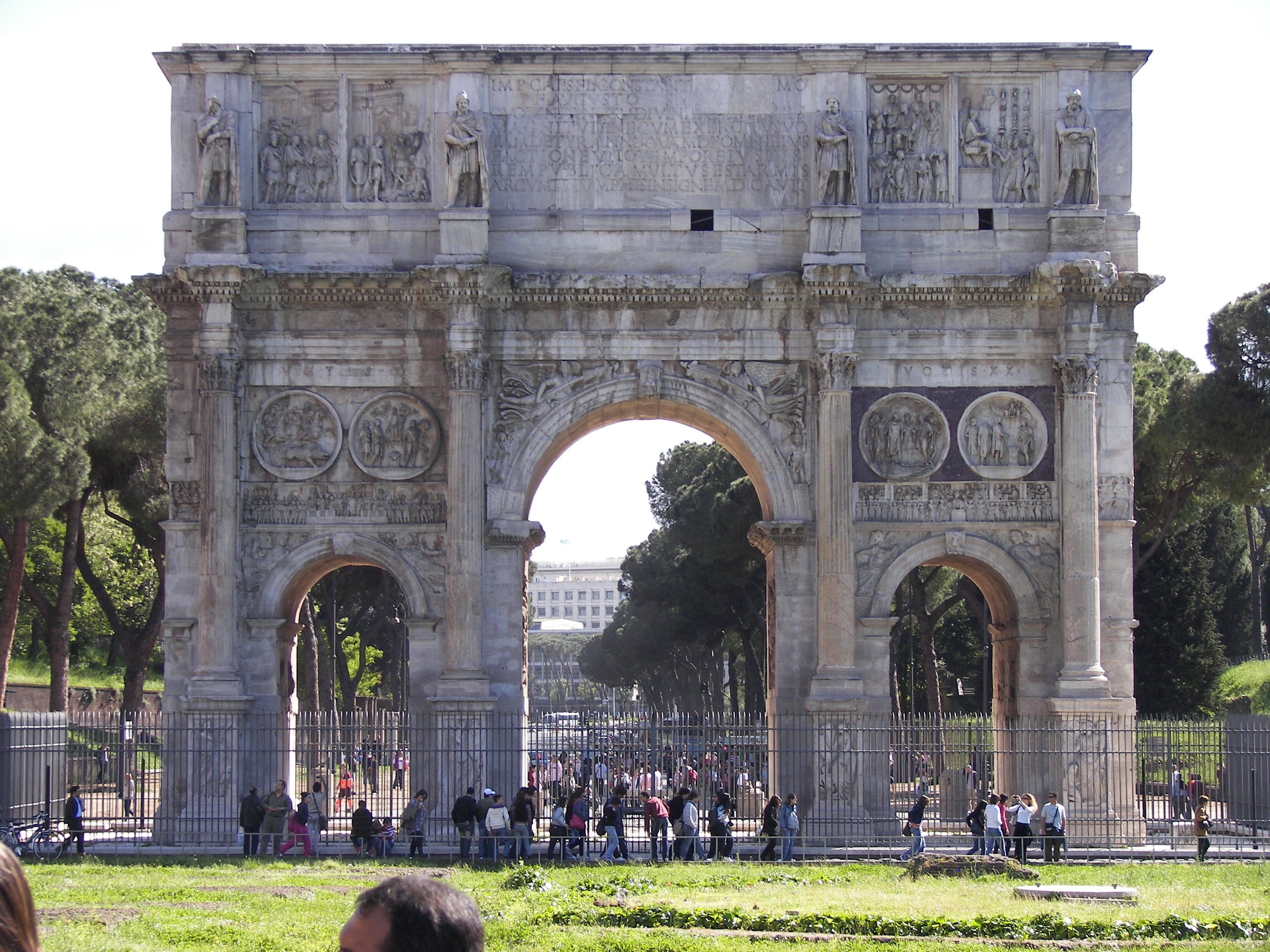
L'arco di Costantino

L'arco di Costantino è un arco trionfale a tre fornici (con un passaggio centrale affiancato da due passaggi laterali più piccoli), situato a Roma, a breve distanza dal Colosseo. Oltre alla notevole importanza storica come monumento, l'Arco può essere considerato come un vero e proprio museo di scultura romana ufficiale, straordinario per ricchezza e importanza. Le dimensioni generali del prospetto sono di 21 m di altezza, 25,9 metri di larghezza e 7,4 m di profondità.
Fu dedicato dal senato per commemorare la vittoria di Costantino I contro Massenzio nella battaglia di Ponte Milvio (28 ottobre del 312) e inaugurato ufficialmente il 25 luglio del 315 (nei decennalia dell'imperatore, cioè l'anniversario dei dieci anni di potere) o nel 325 (vicennalia). La collocazione, tra il Palatino e il Celio, era sull'antico percorso dei trionfi.

## Arco di Graziano, Valentiniano e Teodosio
Ricordato nelle fonti medioevali, che ne trascrivono l'iscrizione, presso l'attuale Ponte Sant'Angelo, fu eretto tra il 379 e il 383, probabilmente a conclusione della Porticus Maxima, i portici che fiancheggiavano la via Trionfale. Sorgeva dunque sulla via di pellegrinaggio verso la basilica di San Pietro. Era stato inglobato nel campanile della vicina chiesa dei Santi Celso e Giuliano, ma crollò all'epoca di papa Urbano V (1362-1370). I resti che erano forse rimasti dovette scomparire con la sistemazione di uno slargo antistante Ponte Sant'Angelo, voluto da papa Niccolò V dopo la morte di 200 persone causata dalla folla all'imbocco del ponte durante il Giubileo del 1450, oppure con la ricostruzione di San Pietro in Vaticano voluta da papa Giulio II nel 1503.

## Arco di Arcadio, Onorio e Teodosio
L'arco venne eretto dal Senato in onore dei tre imperatori Arcadio, Onorio e Teodosio II in seguito ad una vittoria del generale Stilicone contro i Goti (nel 402 contro Alarico oppure nel 405-406 su Radagaiso). Era collocato nel Campo Marzio all'inizio della via Trionfale, nei pressi dello scomparso ponte Neroniano. Nel Medioevo fu noto come arcus aureus Alexandri. La struttura in laterizio, priva dell'originaria decorazione era ancora conservata agli inizi del XV secolo.

### Fonti primarie
- Tito Livio, Ab Urbe condita libri.
- Marco Tullio Cicerone, In Verrem actio prima.

### Fonti secondarie
- Filippo Coarelli, La colonna di Marco Aurelio, Roma, 2008.
- Emilio Rodríguez Almeida, s.v. "Arcus Gallieni (Porta Esquilina), in E. M. Steinby, Lexicum Topographicum Urbis Romae, I, Roma 1993. (ISBN 8870970191).